# Národní přírodní rezervace na Slovensku

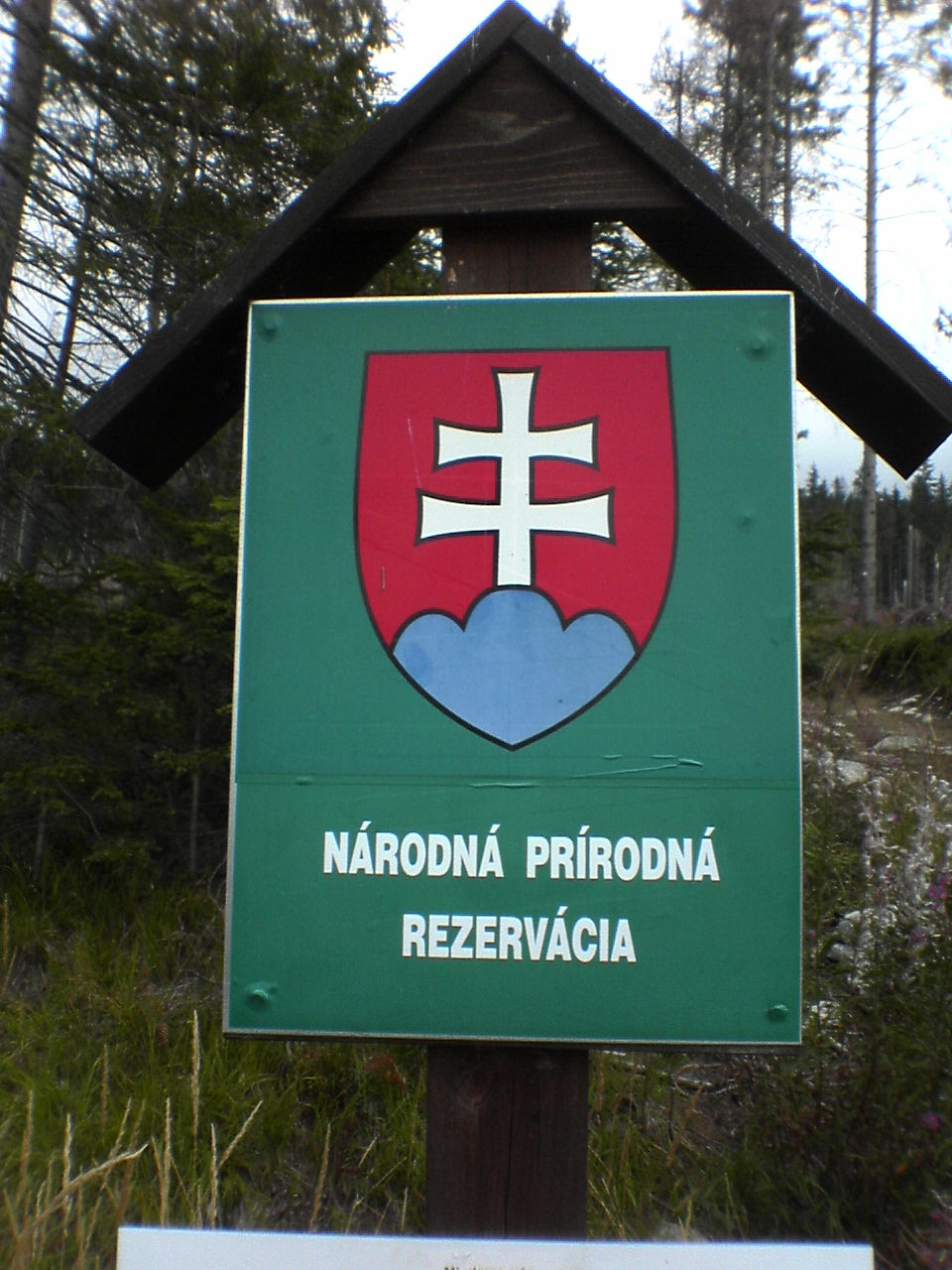
značící cedule

Národní přírodní rezervace (zkracováno NPR) je na Slovensku nejvýznačnější kategorie ochrany maloplošných území. Poskytuje ochranu v mezinárodním nebo národním měřítku jedinečným přírodním ekosystémům s vzácnými a ohroženými organismy i anorganickými fenomény.
V národní přírodní rezervaci platí obecně IV. stupeň ochrany nebo V. stupeň ochrany.
Některé národní přírodní rezervace na Slovensku:
- Abrod
- Badínský prales
- Belianské Tatry
- Bujanovská dubina
- Devínska Kobyla
- Kostná dolina
- Manínská tiesňava
- Morské oko
- Pohanský hrad
- Ragáč
- Sivá Brada
- Sivec
- Vozárska